# Енсі

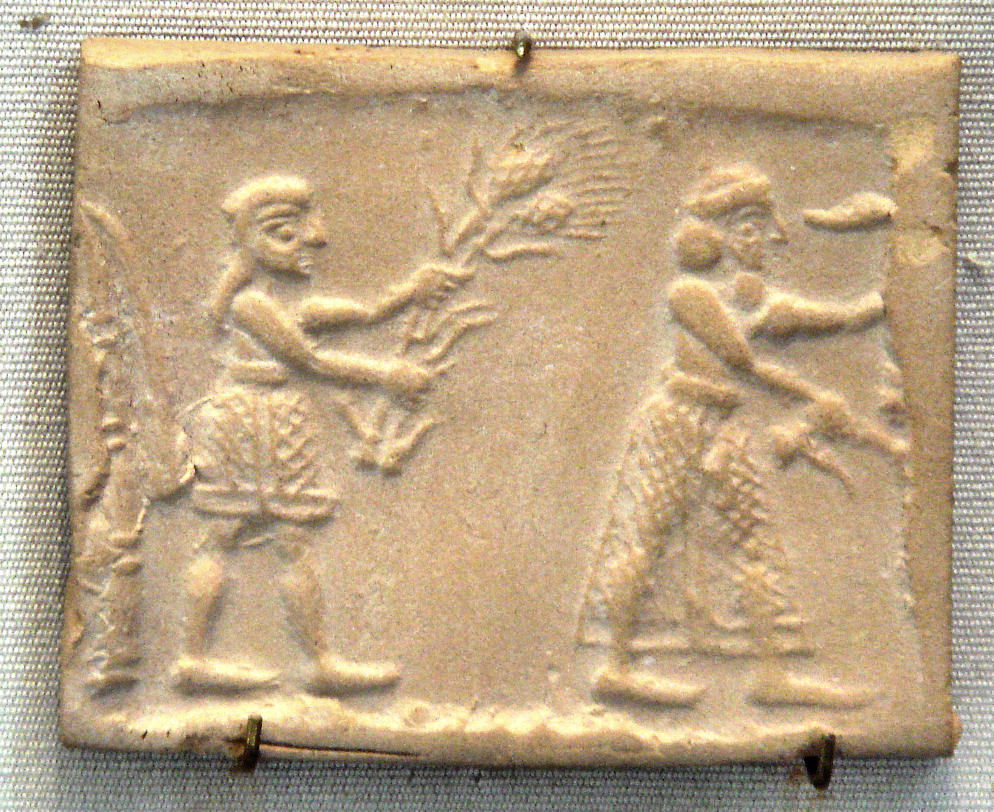
Відбиток шумерської циліндричної печатки на якому зображено, як енсі та його помічник годують священне стадо. Близько 3200 до Р. Х.

Енсі (шумерською, аккадською — ішшіаку(м), чи ішшаку(м) старе шумерське читання, яке зустрічається в історичній літературі — патесі) — правитель міста в стародавньому Шумері, аккадський термін ішшіакум використовувався також у Вавилонії та Ассирії.
Етимологічно слово енсі походить від двох шумерських слів ен — пан, але як титул жрець і сі — насипати, закладати. Тож енсі буквально — жрець закладки. В назві відображається первісна функція енсі як жерця який керує закладкою та будівництвом храмів та інших споруд. Усі найдавніші надписи шумерських правителів присвячені будівництву чи перебудові або ж ремонту храмів, каналів тощо навіть якщо сам правитель був воїном. Лише з середини ІІІ тисячоліття до нашої ери починають з'являтися згадки про війни.
Хоч за походження енсі жрецький титул, але слід розуміти, що в Межиріччі життя міста будувалося навколо храму місцевого божества. Тому енсі частіше згадуються не як жерці енсі такого-то бога, а як організатори культу та масових заходів свого міста — енсі такого-то міста. В архетипічних уявленнях давнього Межиріччя енсі є намісником бога в певному місті. Якщо саме місто вважалося маєтністю бога, то енсі управителем цієї маєтності, але аж ніяк не її самовладним паном.